# Todoque
Todoque va ser una localitat espanyola pertanyent al municipi de Los Llanos de Aridane, situat al sud-oest de l'illa de La Palma (Canàries). Els seus principals barris eren Todoque, Los Pasitos y Todoque de Arriba.

## Història
A la fi de segle XV, la zona formava part del cantó aborigen de Tihuya, que s'estenia des del cantó d'Aridane fins a la muntanya de Tamanca. Abastaria les zones actualment conegudes com Tajuya, Todoque, Puerto Naos, La Laguna i part de Las Manchas.
Todoque va passar a ser pago o barri de Los Llanos de Aridane, amb el nom de Tedoque, tant popularment com oficialment fins a principis de segle XX. El seu nom prové de la llengua aborigen, concretament de la paraula tedote.

### Erupció volcànica de la Palma de 2021
L'any 2021 la seva població va haver de ser evacuada degut a l'erupció volcànica de la Palma de 2021. Un dels primers edificis afectats per la lava va ser l'església de Sant Pius X, incendiada i col·lapsada el 26 de setembre de 2021. Uns dies més tard, el 10 d'octubre, una nova colada del volcà va sepultar els últims edificis en peu, destruint així completament la localitat de Todoque.

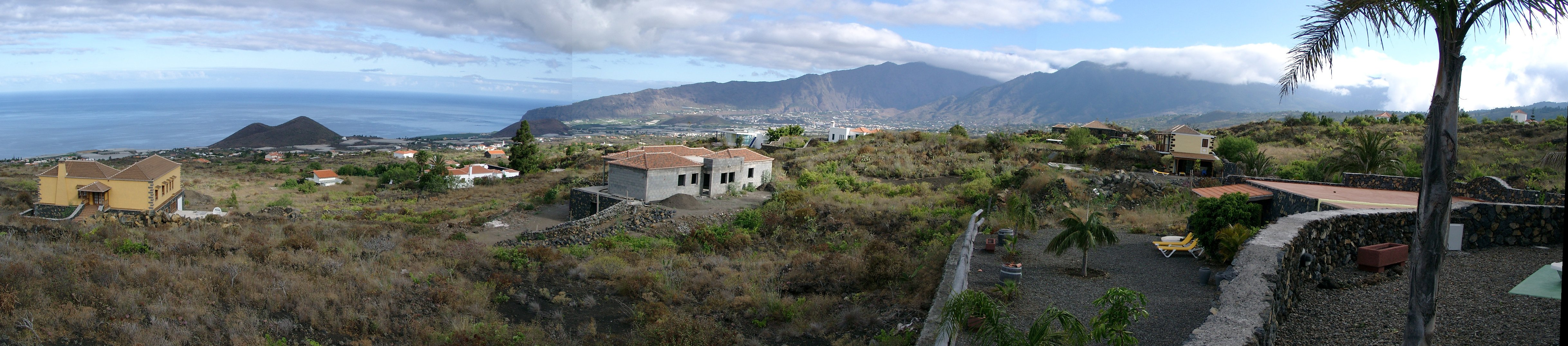
Panoràmica de la costa oest presa des Todoque el 2006
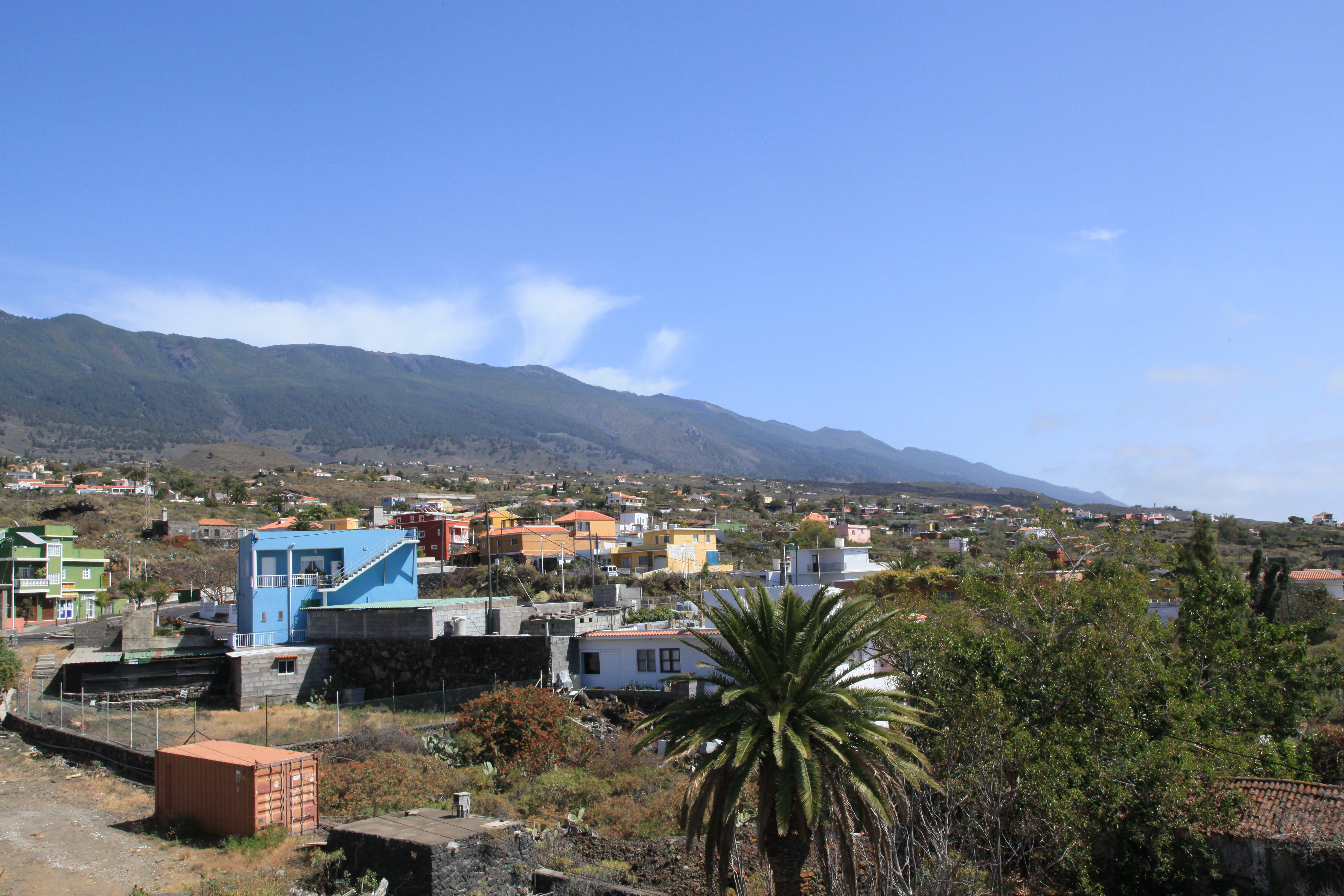
Todoque el 2015
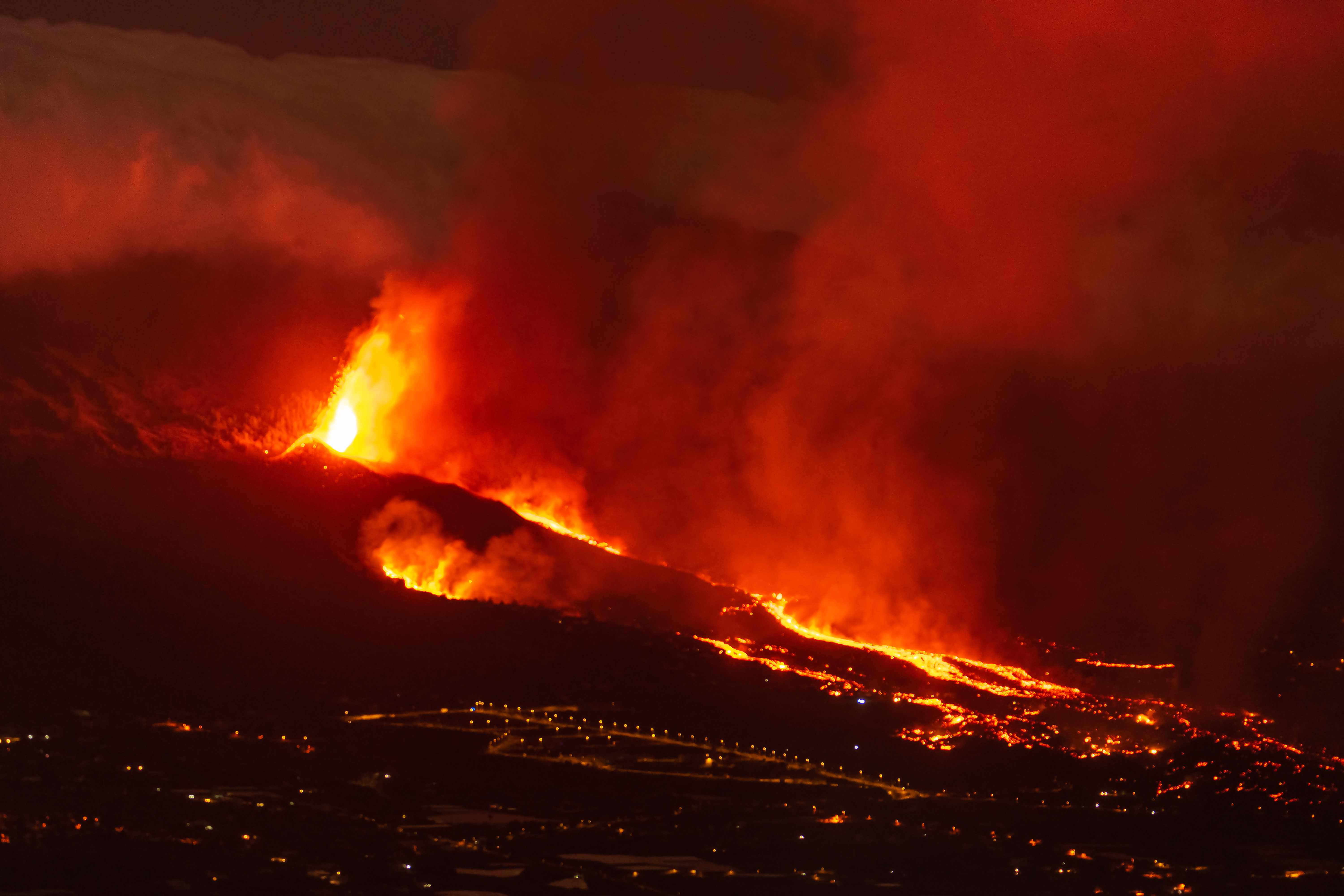
L'erupció volcànica de la nit del 20 de setembre de 2021, amb la lava que va cap a Todoque
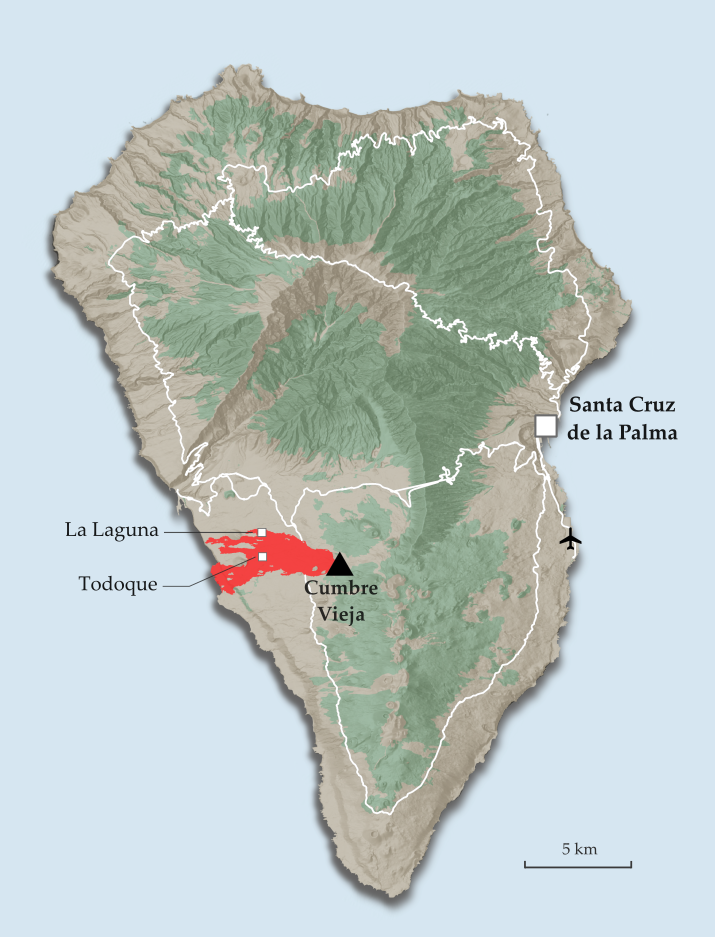
La ubicació de Todoque dins de la colada de lava el 23 de novembre de 2021

### Nuevo Todoque
Al novembre de 2021, mentre l'erupció volcànica encara continuava, s'ha proposat un nou barri anomenat "Nuevo Todoque", que s'ubicarà al sud de l'actual Todoque que va ser destruït, en un terreny de 400.000 metres quadrats amb 543 habitatges malgrat la fet que es troba a una zona d'alt risc volcànic. Al març de 2023, l'organització Rotary International va recolzar la construcció d'una escola que reemplaçarà les de Todoque (Col·legi d'Educació Infantil i Primària Todoque) i Los Campitos (Col·legi d'Educació Infantil i Primària Los Campitos), destruïdes per l'erupció volcànica, a Nuevo Todoque, al sud dels camps de lava. L'organització aportarà un milió d'euros per a la construcció de l'escola futura.